# Medieval: Total War
Medieval: Total War (произносится [ˌmɛdɪˈiːv(ə)l ˈtəʊt(ə)l wɔː], с англ. — «Средневековье: Тотальная война») — компьютерная стратегическая игра, разработанная компанией The Creative Assembly и изданная Activision. Игра стала второй в серии «Total War» и вышла спустя два года после Shogun: Total War. Анонсированная в августе 2001 года, игра поступила в продажу в Северной Америке 20 августа 2002 года, а в Европе — 30 августа.
Подобно предыдущей игре, она представляет собой соединение пошаговой глобальной стратегии с тактическими боями в реальном времени. В ней игрок создаёт династическую империю в средневековой Европе, Северной Африке и Ближнем Востоке в период с 1087 по 1453 годы. В игре есть два режима: глобальный (игрок строит здания и создаёт войска) и боевой (сражается с компьютерным противником в формате 3D).
Medieval: Total War получила положительные отзывы игровой прессы; некоторые критики назвали её вехой в игростроении. Битвы в реальном времени хвалились за их реализм и возможность ведения осады, хотя некоторые отрицательные отзывы получило управление юнитами. Глубина и сложность стратегической части игры, вкупе с хорошо интегрированной исторической достоверностью, также получили поддержку рецензентов. Игра была коммерчески успешной, и с ходу заняла первое место в британском чарте видеоигр.

## Игровой процесс
Целью игрока является строительство собственной империи в границах средневековой Европы, Северной Африки и Ближнего Востока. Для этого игрок волен применять военное дело, религию и политику.
Как и в предыдущей игре серии Total War — Shogun: Total War, в «Medieval» есть два режима:
- Пошаговая кампания, разворачивающаяся на игровой карте. На ней пользователь может передвигать армии между провинциями, управлять своими агентами (эмиссар, шпион, наёмный убийца), дипломатией, религией, а также заниматься другими задачами на благо своей фракции.
- Сражения в реальном времени, где игрок руководит своими войсками на поле боя и во время осады[3].

Стратегическая часть игры делит игровой мир между 20 фракциями, из которых игроку доступно лишь 12. Размер территории, первоначально подконтрольной фракции, зависит от временного периода. В игре их 3, они отражают историческое и технологическое состояние своего времени: ранний (1087 год), высокий (1205 год) и поздний (1321 год). К доступным игроку фракциям относятся крупнейшие страны того времени: Альмохады, Королевство Англия, Византийская империя, Египет, Священная Римская империя. Некоторые фракции, такие как Золотая Орда, Бургундия, возникают в ходе игры, согласно историческим событиям. Эти фракции, а также несколько других, недоступны для игрока, хотя появляются с началом игровой кампании.
В Medieval: Total War существует режим исторической кампании и битвы. Первый дозволяет игроку участвовать в серии знаменитых средневековых битв, произошедших в Столетней войне, крестовых походах и других конфликтах, управляя армиями известных исторических персонажей (например, Фридриха Барбароссы). Одиночные исторические сражения позволяют игроку возглавить армию в изолированной схватке (например, войско Уильяма Уоллеса в битве на Стерлингском мосту).

### Одиночная кампания

Стратегическая карта в Medieval Total War является одной из арен борьбы

Одиночная кампания Medieval: Total War предлагает игроку выбрать одну из доступных фракций и доступными средствами захватить стратегическую карту. Каждая фракция контролирует ряд исторических провинций, в которых находится замок, а если есть выход к морю — порт. В каждой провинции игрок может возводить здания, набирать воинские отряды и передвигать армию, флот и агентов, а также завоёвывать и защищать их. Дипломатия и экономика также могут давать пользователю дополнительные преимущества, например, агенты могут заниматься шпионажем и наёмными убийствами. Религия играет важную роль в игре, и переводом провинции в свою веру укрепляется преданность местного населения. В одиночной кампании есть режим «Великих Достижений», в котором перед каждой фракцией ставится несколько исторически-обоснованных целей; фракция, получившая больше всего очков за их выполнение, становится победителем игры. Режим кампании пошаговый и сначала позволяет игроку сделать всё возможные действия, после чего искусственный интеллект выполняет работу за оставшиеся игровые фракции.
Одиночная кампания весьма схожа с имевшейся в Shogun: Total War, но имеет большие отличия. Игра разворачивается на территории Европы, Северной Африки и Ближнего Востока. В провинции можно строить больше зданий, связанных друг с другом древом технологий. Для развития территорий и создания армий используются флорины, добываемые налогообложением и торговлей с соседними землями. Исследование технологий в игре не доступно, однако они возникают сами по себе с течением времени — например, порох становится доступен в XIV веке. Замки предоставляют основу для дальнейшего развития провинции, и повышение их уровня защиты делает доступными новые здания. Некоторые здания имеют экономический характер (торговые посты генерируют деньги), в то время как военные здания тренируют воинов более продвинутого, а также уникального типа.
Каждая фракция обладает несколькими генералами, некоторые из которых являются представителями правящего дома, командующими войсками на поле боя. Каждый из них имеет собственные характеристики, например мораль и преданность, которые влияют на успешность его действий. Эти показатели, как и другие атрибуты (здоровье), могут изменяться в зависимости от хода игры. В игре есть доступ к обучению невоенных юнитов — «агентов». Типы агентов зависят от государственной религии, но есть и общедоступные: эмиссары, шпионы и наёмные убийцы. Эмиссары заняты дипломатическими заданиями (заключение альянса, подкуп чужой армии), шпионы занимаются сбором информации о провинциях и персонажах, в то время как наёмные убийцы работают по своей прямой обязанности — убийства высокопоставленных персон. Фракции имеют доступ к священникам, занимающимся распространением их религии, также христиане могут выдавать принцесс замуж за генералов и иностранных правителей. В игре присутствуют и исторические персонажи, обладающие улучшенными характеристиками. Например, Эль Сид и Ричард Львиное Сердце являются отличными генералами.
Восстание может начаться, если уровень верности в провинции достаточно низок, и с этого момента в ней появляется армия мятежников, стремящаяся захватить контроль над этой землёй. Гражданские войны могут произойти в случае, если несколько генералов, командующих большими армиями, имеют низкую преданность. В этом случае игроку предоставляется возможность поддержать правящую семью или мятежников. В случае гибели правителя, у которого не осталось наследников, его держава распадается на независимые провинции. В игре возможна постройка кораблей, позволяющих установить контроль над прибрежной территорией, что даёт возможность проводить десантные операции и повысить торговые отчисления. Флот также участвует в морских сражениях, но в отличие от сухопутных баталий компьютер автоматически выдаёт результат схватки. Религия играет важную роль в Medieval: Total War, и различия между католическими, православными и мусульманскими фракциями выражаются в дипломатии и верности населения. Католики должны учитывать пожелания Папского государства. Возможность начать святую войну в формате крестового похода и джихада доступна лишь католическим и мусульманским фракциям.

### Боевая система

Войска датчан преследуют повстанцев

Сражения происходят в реальном времени в режиме 3D и весьма схожи с имевшимися поединками в Shogun: Total War, где две враждующие стороны сталкивались в борьбе вплоть до поражения одной из них. Битва в Medieval: Total War начинается тогда, когда игрок (или компьютерный противник) передвигает свои армии в провинцию, принадлежащую другой фракции. Далее перед игроком встаёт выбор: самому командовать войсками или отдать бой на откуп искусственному интеллекту. В режиме исторической битвы компьютер самостоятельно задаёт характер погоды и местности, а также состав противоборствующих армий.
Во время сражения пользователь управляет средневековой армией, состоящей из различных воинских отрядов со своими преимуществами и недостатками. Игроки должны применять военные приёмы того времени, используя исторические боевые формации для обретения преимущества в схватках. Все юниты в игре получают опыт, повышающий урон в бою. В сражениях местность зависит от провинции, всего в игре присутствует 400 уникальных карт. Климат, здания и окружающее пространство варьируются в зависимости от типа мира: например, на Ближнем Востоке сухой климат, земля покрыта песком, а здания построены в традициях ислама. Осады являются важной частью серии Total War и происходят при попытке атакующей армии уничтожить противника, чьи воины отступили в провинциальный замок. Победа здесь достигается, когда атакующие, преодолев стены, уничтожили вражеские отряды. Каждый отряд имеет мораль, которая повышается при благоприятном исходе боя и понижается при обратном развитии событий: если на отряд напали с тыла, окружили, а также при высоких потерях и гибели командира. Кроме этого, в битвах можно захватывать пленных, которых по окончании боя можно казнить или продать за выкуп их родной фракции.

### Мультиплеер
Модель мультиплеера Medieval: Total War схожа с её предшественником — Shogun: Total War, где игрок мог сражаться в реальном времени против семи живых соперников. Игроки могут создавать и управлять армиями всех доступных игровых фракций, используя их в онлайновых турнирах или обычных битвах. Режим кампании нельзя использовать в мультиплеере; режим появился в следующей части Medieval II: Total War.

## Создание
Игра Medieval: Total War была анонсирована The Creative Assembly 3 августа 2001 года под рабочим названием Crusader: Total War. Разработка стартовала вскоре после релиза Shogun: Total War. Вскоре было решено поменять название на Medieval: Total War; так как оно более чётко отражает суть игры. В своём пресс-релизе The Creative Assembly объявила о том, что издателем стратегии выступит компания Activision, а не Electronic Arts, выпустившая предыдущую работу. Разработчик обрисовал особенности игры, включая временной период с XI по XV столетия, возможность игры в различные исторические сценарии (например Столетней войны). В дальнейшем игровой прессе были продемонстрированы скриншоты и предоставлена новая информация. Игра использовала обновлённую версию игрового движка, использовавшегося в Shogun: Total War, что позволяло организовывать более масштабные битвы с участием 10 000 воинов. Кроме этого, были добавлены новые карты сражений, чей внешний вид зависел от места проведения боя на стратегической карте. Также был улучшен внешний вид местности, который был более проработан, а также механика осады, где игроку сначала предстояло уничтожить стены замка и лишь потом начать уничтожение войск врага. Искусственный интеллект компьютерного противника был переработан, из-за чего в схватках он стал действовать более рационально.
Креативный директор Creative Assembly Майкл де Платер в своём интервью заметил: «Мы никогда не были уверены в названии Crusader на 100 процентов … оно не охватывает весь спектр или богатое разнообразие игры». Выбор средневековья произошёл потому, что «оно идеально подходило для выбранного нами направления геймплея….мы хотели иметь большие замки и зрелищные осады». До релиза игры дизайнер Майк Брантон написал, что осады были одним из важнейших добавлений в серию Total War, объясняя это тем, что из-за этого повысился предел войск (от 20 отрядов в Shogun: Total War до сотни в Medieval: Total War). Чтобы повысить достоверность, был изучен период средневековья и добавлены такие аспекты, как убийства и исторические персонажи. Для реалистичности лидеров была добавлена система «пороков и добродетелей».
Демоверсия игры вышла 26 июня 2002 года и содержала обучающие миссии и полную одиночную миссию. Medieval: Total War была выпущена 20 августа в США и 30 августа в Великобритании. К 5 ноября Creative Assembly создала патч, отвечавший за исправление нескольких багов. Позже новая историческая битва — на Стемфордском мосту — стала доступной посредством Wargamer.
Издателем игры в России выступила компания 1С. Выход локализованной версии Medieval Total War состоялся 23 мая 2003 года, и её уровень был высоко оценен журналом «Игромания».

## Дополнения и версии
7 января 2003 года The Creative Assembly анонсировала дополнение — Medieval: Total War — Viking Invasion, добавлявшее одиночную кампанию, проходящую в период с 793 по 1066 года на территории Британских островов и западной Скандинавии. В ней игроку доступны на выбор новые фракции: Уэссекс, Мерсия, Нортумбрия, скотты, валлийцы, ирландцы, пикты и викинги. Фракция последних занята набегами на остальные страны; у скандинавов есть более быстрый флот, а основу их заработка составляет разграбление вражеских провинций. Британцы и ирландцы получают очки за счёт побед над викингами и присоединение новых земель. В игру были добавлены новые юниты, например хускарлы. Medieval: Total War: Viking Invasion также принесло некоторые изменения в оригинальную кампанию: во время осады можно было использовать поджигающие снаряды, а перед началом сражения можно было просмотреть данные о силах противоборствующих войск, местности, также были добавлены новые фракции.
Medieval: Total War: Viking Invasion было выпущено 7 мая 2003 года в США и 9 мая — в Великобритании. Дополнение получило положительные отзывы игровой прессы, о чём свидетельствуют 84 % на агрегаторе Metacritic. Обозреватели отметили, что важнейшим элементом стали новые возможности геймплея, хотя некоторые издания высказали разочарование из-за устаревшей графики.
Издатель игры — компания Activision — спонсировал сборник из 2-х игр: Medieval: Total War и Medieval: Total War: Viking Invasion, назвав его Medieval: Total War Battle Collection, выпущенный 7 января 2004 года. Medieval: Total War Battle Collection, кроме самих игр, пропатченных до последней версии, имел ещё и руководства по ним. 30 июня 2006 года компания Sega, взявшая на себя издание игр серии, выпустило коллекционное издание — Total War: Eras. Оно содержало пропатченные версии игр Shogun: Total War, Medieval: Total War и Rome: Total War, а также дополнения к ним и документальный фильм о создании игр серии.

## Отзывы и популярность
| Сводный рейтинг       | Сводный рейтинг       |
| Агрегатор             | Оценка                |
| --------------------- | --------------------- |
| GameRankings          | 88,49 %               |
| Metacritic            | 88 / 100 (25 обзоров) |
| MobyRank              | 87 / 100              |
| Иноязычные издания    |                       |
| Издание               | Оценка                |
| 1UP.com               | A+                    |
| ActionTrip            | 8,7                   |
| Eurogamer             | 9 / 10                |
| GameSpot              | 8,7 / 10              |
| GameSpy               | [ 46 ]                |
| GameZone              | 8,6                   |
| IGN                   | 8,9 / 10              |
| Русскоязычные издания |                       |
| Издание               | Оценка                |
| Absolute Games        | 90 %                  |
| «Игромания»           | 8,5/10                |
| «Страна игр»          | 7,5/10                |

| Сводный рейтинг | Сводный рейтинг |
| Агрегатор       | Оценка          |
| --------------- | --------------- |
| GameRankings    | 83,38 %         |

### Рейтинги, награды и продажи
Medieval: Total War была хорошо встречена игровой прессой, о чём свидетельствуют данные агрегаторов GameRankings и Metacritic. В Великобритании игра на первой неделе продаж заняла лидерство в чарте продаж, где задержалась на 2 недели. В США Medieval: Total War смогла достичь лишь четвёртого места, оказавшись позади Warcraft III, The Sims и его дополнения The Sims: Vacation.
Medieval: Total War получила ряд наград. PC Gamer UK в 2002 году назвала её игрой года, обошедшей в борьбе за это звание игру Half-Life, которая по мнению журнала «была единственным соперником». Также была получена премия EMMA в номинации «Техническое совершенство» за музыкальное сопровождение, над которым работал Джеф ван Дайк. По версии GameSpy «Medieval» стала «Лучшей стратегической игрой 2002 года», а сама компания «The Creative Assembly» получила награду на European Computer Trade Show в категории «Разработчик компьютерной игры года».

### Рецензии зарубежной прессы
Команда сайта 1UP наградила Medieval: Total War наивысшей оценкой — А+. По их мнению, в отличие от Shogun, в игре была увеличена роль дипломатии, которой нужно уделять большое внимание. Кроме этого, было отмечено использование в сражениях лидерских способностей командиров, типов войск, морали, опыта, формаций, типов местности, погоды и усталости. Вердикт: «Medieval: Total War почти во всём превосходит своего предшественника — в журнале просто не хватит места, чтобы превознести все её достоинства. Это фантастическая историческая стратегическая игра, так что надевайте броню, заточите свой меч и присоединяйтесь к армиям Средних веков».
Обозреватель ActionTrip Урош «2Lions» Джоджич оценил игру на 8.7 баллов из 10 возможных. Он заметил, что «в Средние века вы не можете просто „идти на войну“», характеризуя этим важную роль экономики и верности населения в процессе игры. По мнению обозревателя, Medieval:Total War более сложна и интересна, чем Shogun из-за того, что для победы «нужны хитрость и хорошее управление». Автор не обошёл своим вниманием нововведения: добавление режима осады замка, улучшение искусственного интеллекта компьютерных противников. В то же время была отмечена проблема с горячими клавишами, а также дисбаланс отдельных отрядов. В итоге автор подметил, что «эта игра должна быть в списке всех, стремящихся стать королём, царём или султаном».
Сотрудник сайта Eurogamer Роб Фахи поставил стратегии 9 баллов из 10. По его мнению, «Разработчики Shogun: Total War вернулись с игрой, которая является не улучшением или сиквелом, а полностью переписанным оригиналом с переделанной боевой системой и практически всей стратегической». Роб посчитал источником вдохновения игру Civilization, и хотя технологическое древо развития в Medieval проще, это компенсируется сложной системой управления. В то же время рецензент сказал лишь об одном недостатке игры, а именно: неудобном положении камеры во время битвы. В итоге, по мнению Фахи, «Creative Assembly создали шедевр, игру, которая может не вызвать массовый интерес у казуальных игроков, но любой, кому нравится наслаждаться стратегиями или исторической войной, справедливо признает её вехой в игростроении».
Рецензент сайта Gamespot Эллиот Чин дал игре оценку в 8.7 баллов. Восторженное отношение вызвала реалистичность игры, моделирующей на поле боя такие элементы, как усталость, амуниция, мораль, часто опускаемые в других играх. Также была отмечена важная роль религии в игровом процессе. К слабым сторонам игры была отнесена устаревшая графика, хотя «можно было ожидать большего от игры, проведшей два года в развитии, в то время как жанр изменила визуальная составляющая таких игр, как, например, Battle Realms и Warcraft III». Двойственное ощущение вызвал большой масштаб сражений: «Когда у вас действительно есть 10 000 бегущих солдат, игра начинает тормозить даже на высококачественной технике с большим количеством RAM». В итоге обозреватель сделал следующий вердикт: «Medieval очень приятная игра, но она не очень хорошо подходит казуальному игроку».

### Рецензии российской прессы
Крупнейший российский портал игр Absolute Games поставил игре 90 %. Обозреватель отметил прекрасное музыкальное оформление игры и интересный игровой процесс вместе с исторической достоверностью. К недостаткам были отнесены устаревшая графика, а также слабый AI и плохо оформленный режим осады. Вердикт: «Вкус теплого сакэ придется забыть. Утонченный шахматно-тактический симулятор Shogun отправился в историю, уступив место чумным кострам средневековой Европы и перебродившему вину из монастырских погребов. Впрочем, фанатам серии незачем волноваться понапрасну: в Medieval они почувствуют себя как дома».
Журнал «Игромания» поставил игре 8,5 баллов из 10-ти. Рецензент положительно отозвался о боевых режимах и игровом балансе, а также усилившемся ролевом элементе. К слабым сторонам игры были отнесены слабый интерфейс, а также графическое оформление баталий. Обозреватель сделал следующее заключение: «Продеритесь через неприятности, смиритесь с недостатками (которых не так уж и много), и вы поймете: Medieval — великая игра. Три исторические эпохи, десяток доступных наций, исторические кампании, серьёзный AI., несколько уровней сложности — что может быть лучше в роли средства от скуки и непогоды?». Игра заняла третье место в номинации «Лучшая стратегия» (2002) журнала «Игромания».
Журнал «Страна Игр» поставил игре 7,5 баллов из 10-ти. Обозревателям понравились графика и масштабность игры, а также её тактическая составляющая. К недостаткам были причислены скучная одиночная кампания, а также плохо обустроенные управление и интерфейс. Резюме: «Собрать народ. Поставить всем игрокам по 50 000 флоринов. И можно устроить такую сечу на полчаса, что век будете вспоминать».